# Loreena McKennitt
Loreena McKennitt (født 17. februar 1957) er en canadisk sangerinde, komponist, harpenist, harmonikaspiller og pianist, der er mest kendt for at skrive og optræde med en harmonisk blanding af verdensmusik, new age, skotsk og celtic musik. Hun har solgt mere end 14 millioner albums på verdensplan.
I Danmark er hendes sange bl.a. kendt fra DR Derude med Søren Ryge Petersen.

## Biografi
McKennitt, der er af skotsk/irsk afstamning, er født i byen Morden (Manitoba), Canada, 1957 af forældrene Jack og Irene McKennitt.
I 1981 flyttede hun til Stratford i Ontario, hvor hun stadig bor. I 1985 (hvor hun kun havde spillet harpe i få år) udgav hun sit første album Elemental.

## Diskografi

### Studiealbums
| 1985                                    | Elemental - Udgivet: 1985 - Pladeselskab: Quinlan Road                                              | —  | —  | —   |                                                          |
| 1987                                    | To Drive the Cold Winter Away - Udgivet: 1987 - Pladeselskab: Quinlan Road                          | —  | —  | —   |                                                          |
| 1989                                    | Parallel Dreams - Udgivet: 1989 - Pladeselskab: Quinlan Road                                        | —  | —  | —   |                                                          |
| 1991                                    | The Visit - Udgivet: 1991 - Pladeselskab: Quinlan Road, Warner Bros. (USA)                          | 28 | —  | —   | - BR: Guld - CAN: 4× Platin - US: Guld                   |
| 1994                                    | The Mask and Mirror - Udgivet: 22. marts, 1994 - Pladeselskab: Quinlan Road, Warner Bros. (USA)     | 4  | 18 | 143 | - ARG: Guld - CAN: 3× Platin - US: Guld                  |
| 1997                                    | The Book of Secrets - Udgivet: 30. september, 1997 - Pladeselskab: Quinlan Road, Warner Bros. (USA) | 3  | 7  | 17  | - ARG: Gold - CAN: 4× Platin - US: 2× Platin - GER: Guld |
| 2006                                    | An Ancient Muse - Udgivet: 21. november, 2006 - Pladeselskab: Quinlan Road, MRA                     | 9  | 15 | 83  | - CAN: Platin                                            |
| 2008                                    | A Midwinter Night's Dream - Udgivet: 28. oktober, 2008 - Pladeselskab: Quinlan Road, Universal      | 12 | 27 | 140 |                                                          |
| 2010                                    | The Wind That Shakes the Barley - Udgivet: 12. november, 2010 - Pladeselskab: Quinlan Road          | 13 | 28 | 141 |                                                          |
| 2018                                    | Lost Souls - Udgivet: 11. maj, 2018 - Pladeselskab: Quinlan Road                                    | 14 | 5  | 164 |                                                          |
| "—" denotes releases that did not chart | |    |    |     |                                                          |

### Livealbums
| År                                      | Albumdetaljer                                                                                                | Højeste hitlistepalcering | Højeste hitlistepalcering | Højeste hitlistepalcering | Certificeringer           |
| År                                      | Albumdetaljer                                                                                                | CAN                       | GER                       | US                        | Certificeringer           |
| --------------------------------------- | --- | ------------------------- | ------------------------- | ------------------------- | ------------------------- |
| 1995                                    | Live in San Francisco at the Palace of Fine Arts - Udgivelsesdato: October 1995 - Pladeselskab: Quinlan Road | —                         | —                         | —                         |                           |
| 1999                                    | Live in Paris and Toronto - Udgivelsesdato: September 22, 1999 - Pladeselskab: Quinlan Road                  | —                         | 65                        | —                         |                           |
| 2007                                    | Nights from the Alhambra - Udgivelsesdato: August 21, 2007 - Pladeselskab: Quinlan Road, Verve               | —                         | 11                        | 190                       | - AUS: Guld - GER: Platin |
| 2009                                    | A Mediterranean Odyssey - Udgivelsesdato: October 20, 2009 - Pladeselskab: Quinlan Road                      | 11                        | —                         | —                         |                           |
| 2012                                    | Troubadours on the Rhine - Udgivelsesdato: 2012 - Pladeselskab: Quinlan Road                                 | 16                        | 32                        | —                         |                           |
| 2019                                    | Live at the Royal Albert Hall - Udgivelsesdato: November 1, 2019 - Pladeselskab: Quinlan Road                | —                         | 76                        | —                         |                           |
| 2022                                    | Under a Winter's Moon - Udgivelsesdato: November 18, 2022 - Pladeselskab: Quinlan Road                       | —                         | 41                        | —                         |                           |
| 2024                                    | The Road Back Home - Udgivelsesdato: March 8, 2024 - Pladeselskab: Quinlan Road                              | —                         | 9                         | —                         |                           |
| "—" denotes releases that did not chart | |                           |                           |                           |                           |

### EP'er
| Year | Detaljer | Højeste hitlisteplacering | Højeste hitlisteplacering | Certificeringer |
| Year | Detaljer | CAN                       | AUS                       | Certificeringer |
| ---- | --- | ------------------------- | ------------------------- | --------------- |
| 1995 | A Winter Garden: Five Songs for the Season - Udgivelsesdato: November 1995 - Pladeselskab: Quinlan Road, Warner Bros. (US) | 44                        | 93                        | - CAN: Gold     |

### Opsamlingsalbum
| 2009                                    | A Mummers' Dance Through Ireland - Udgivelsesdato: 2009 - Pladeselskab: Quinlan Road                   | —  |
| 2013                                    | The Journey So Far – The Best of Loreena McKennitt - Udgivelsesdato: 2013 - Pladeselskab: Quinlan Road | 20 |
| "—" denotes releases that did not chart | |    |

### Bokssæt
| År   | Albumdetaljer                                                          |
| ---- | ---------------------------------------------------------------------- |
| 2008 | The Journey Begins - Udgivelsesdato: 2008 - Pladeselskab: Quinlan Road |

### Singles
| År                                      | Single                         | Højeste hitlisteplacering | Højeste hitlisteplacering | Højeste hitlisteplacering | Højeste hitlisteplacering | Album                                      |
| År                                      | Single                         | CAN                       | US                        | US AC                     | US Pop                    | Album                                      |
| --------------------------------------- | ------------------------------ | ------------------------- | ------------------------- | ------------------------- | ------------------------- | ------------------------------------------ |
| 1991                                    | "The Lady of Shalott"          | —                         | —                         | —                         | —                         | The Visit                                  |
| 1991                                    | "All Souls Night"              | —                         | —                         | —                         | —                         | The Visit                                  |
| 1991                                    | "Courtyard Lullaby"            | —                         | —                         | —                         | —                         | The Visit                                  |
| 1993                                    | "Greensleeves"                 | —                         | —                         | —                         | —                         | The Visit                                  |
| 1994                                    | "The Bonny Swans"              | 75                        | —                         | —                         | —                         | The Mask and Mirror                        |
| 1994                                    | "Santiago"                     | —                         | —                         | —                         | —                         | The Mask and Mirror                        |
| 1994                                    | "The Dark Night of the Soul"   | —                         | —                         | —                         | —                         | The Mask and Mirror                        |
| 1995                                    | "The Mystic's Dream"           | —                         | —                         | —                         | —                         | The Mask and Mirror                        |
| 1995                                    | "God Rest Ye Merry, Gentlemen" | —                         | —                         | —                         | —                         | A Winter Garden: Five Songs for the Season |
| 1997                                    | "The Mummers' Dance"           | 10                        | 18                        | 23                        | 14                        | The Book of Secrets                        |
| 1998                                    | "Marco Polo"                   | —                         | —                         | —                         | —                         | The Book of Secrets                        |
| 2006                                    | "Caravanserai"                 | —                         | —                         | —                         | —                         | An Ancient Muse                            |
| 2007                                    | "Penelope's Song"              | —                         | —                         | —                         | —                         | An Ancient Muse                            |
| 2008                                    | "The Seven Rejoices of Mary"   | —                         | —                         | —                         | —                         | A Midwinter's Night Dream                  |
| 2008                                    | "Noël Nouvelet!"               | —                         | —                         | —                         | —                         | A Midwinter's Night Dream                  |
| 2009                                    | "Dante's Prayer"               | —                         | —                         | —                         | —                         | Non-album single                           |
| 2017                                    | "Breaking of the Sword"        | 50                        | —                         | —                         | —                         | Lost Souls                                 |
| "—" denotes releases that did not chart |                                |                           |                           |                           |                           |                                            |

### Videoer
- The Mummers' Dance (1997)
- The Bonny Swans
- Nights from the Alhambra (2007, livekooncert i Spanien havde premiere på PBS)[19]
- A Moveable Musical Feast (2008, a tour documentary from Loreena's 2007 North American Tour)[19]

### Andet
- No Journey's End (halvtimes biografi-program , på PBS; DVD)
- Heaven on Earth (tv-film 1987 – brugte "Lady Traveler")
- Highlander III: The Sorcerer (Soundtrackbidrag)
- The Santa Clause (Soundtrackbidrag, "The Bells of Christmas")
- Léolo (Soundtrackbidrag)
- Una casa con vista al mar (Soundtrackbidrag)
- The Mists of Avalon (brug af sang på soundtrack)
- The Burning Times (Soundtrackbidrag)
- Due South (brug af sang på soundtrack)
- Northern Exposure (brug af sang på soundtrack)
- Tinker Bell (direkte-på-DVD film, 2008 – fortæller)
- Soldier (brug af sang på soundtrack)